# Brooke Lyons
Pour les articles homonymes, voir Lyons.
Brooke Lyons (née le 8 novembre 1980 dans l'État de Washington est une actrice américaine. Elle est plus connue pour son rôle d'Amy dans le film Le Retour de Roscoe Jenkins et son rôle de Peach dans la série à succès 2 Broke Girls.

## Biographie

### Vie privée
En 2014, elle s'est mariée au producteur Max Osswald.

## Filmographie

### Films
- 2005 : The Trap de Sam Chouia : Erica
- 2007 : Protecting the King de D. Edward Stanley : Monica
- 2007 : X's & O's de Kedar Korde : Hazel
- 2008 : Le Retour de Roscoe Jenkins de Malcolm D. Lee : Amy
- 2008 : Dark Reel de Josh Eisenstadt : Tanya Kismen
- 2009 : The Inner Circle de Camille Poisson : Sarah Lambert
- 2010 : Beautiful Boy de Shawn Ku : Journaliste (voix)

### Téléfilms
- 2006 : Mindy and Brenda : la copine de Josh
- 2008 : The American Mall : Dori
- 2008 : With Friends Like These... : Julie
- 2010 : Kings by Night : La belle femme
- 2015 : Grossesse sous surveillance : Christine

### Séries télévisées
- 2004 : Mes plus belles années : Erin (saison 3, épisode 6)
- 2004 : Phénomène Raven : Nikki Logan (saison 4, épisode 4)
- 2008 : Starter Wife : Edie (saison 1, épisode 4)
- 2009 : Desperate Housewives : Candace (saison 6, épisode 3)
- 2010 : Important Things with Demetri Martin : Helen (saison 2, épisode 3)
- 2010 : DateaHuman.com : Helen (Rôle principal, 6 épisodes[2])
- 2010 : Los Angeles, police judiciaire : Greta Thomas (saison 1, épisode 12)
- 2011 : Love Bites : Coby (saison 1, épisode 3)
- 2011-2012 : 2 Broke Girls : Peach (5 épisodes)
- 2012 : Jane by Design : Birdie (4 épisodes)
- 2012 : Married Single Divorced Show : Saison 2, épisode 6[3]
- 2012 : Sullivan and Son : Ashley (saison 1, épisode 1)
- 2012 : Royal Pains : Talia Clarke (saison 4, épisode 13)
- 2013 : The Crazy Ones : Nancy (saison 1, épisode 9)
- 2013 : Psych : Enquêteur malgré lui : Elisa McCardle (saison 7, épisode 15)
- 2014 : Mon oncle Charlie : Gwen (saison 11, épisode 12)
- 2014 : Anger Management : Dr Everheart (saison 2, épisode 55)
- 2014 : RIP : Fauchés et sans repos : Bloody Mary (saison 1, épisode 6)
- 2014 : Friends with Better Lives : Linda (saison 1, épisode 8)
- 2014 : Perception : Annie (saison 3, épisode 3)
- 2014 : Mulaney : Cassidy (saison 1, épisode 7)
- 2015 : One Big Happy : Erica (saison 1, épisode 2)
- 2015 : The Exes : Sophie (saison 4, épisode 16)
- 2015 : The Affair : Eden Ellery (3 épisodes)
- 2015 : iZombie : Natalie (3 épisodes)
- 2016 : Party Girl : Jackie (saison 1, épisode 4)
- 2016 : Grandfathered : Juliet (saison 1, épisode 17)
- 2016 : The Mindy Project : Theresa Miller (saison 4, épisode 15)
- 2016 : Bones : Katie Stober (saison 11, épisode 19)
- 2018 : Life Sentence : Elizabeth Abbott
- 2020 : Lincoln : A la Poursuite du Bone Collector : Kate (saison 1, 10 épisodes)
- 2025 : NCIS : Enquêtes spéciales : Tammy LaRoche (saison 22, épisode 17)